# ISO 13335
La norme ISO 13335 est une ancienne norme de sécurité informatique. Sa dernière édition remonte à 2004, et son dernier examen à 2008. Elle a le statut « Annulée » sur le site de l'ISO. Les sujets dont elle traitait relèvent maintenant de la suite ISO/CEI 27000. 

## État de la norme avant abandon
Cette norme est rédigée en anglais et n'a pas été traduite en français.
Elle trouve son origine dans quatre documents (rapports techniques) considérés comme des références :
1. Définitions et concepts de base,
2. Informations sur l'organisation à prévoir dans toute entreprise,
3. Approches de gestion du risque,
4. Guide de choix des mesures préventives selon les circonstances de l'environnement.

La norme se décompose en quatre parties :
- ISO 13335-1 : Concepts et modèles pour la gestion de la sécurité des technologies de l'information et de la communication (2004)
- ISO 13335-3 : Techniques pour la gestion de la sécurité informatique (1998)
- ISO 13335-4 : Sélection de sauvegardes (2000)
- ISO 13335-5 : Guide pour la gestion de sécurité du réseau (2001)